# 达里尔·诺伍德
达里尔·诺伍德（英語：Darryl Norwood，1944年12月4日—），澳大利亚男子拳击运动员。他曾代表澳大利亚参加1966年大英帝国和英联邦运动会拳击比赛，获得一枚银牌。他也曾参加1964年夏季奥运会。